# Virginia Beach Sportsplex
El Virginia Beach Sportsplex es un complejo deportivo ubicado en Virginia Beach, Virginia. El estadio es más conocido por el nombre de complex (complejo). es utilizado principalmente para la práctica del fútbol. Se inauguró en 1999 con capacidad para 10,000 personas, pero ahora tiene una capacidad de 6,000 en dos plantas (3,600 en la planta baja y 2,400 en la alta). Fue el primer estadio específico para la práctica del fútbol en los Estados Unidos.

## Virginia Destroyers
El 10 de noviembre de 2010 se anunció que el equipo Virginia Destroyers de la United Football League jugaría sus juegos de local en el complejo en la temporada 2011 de la liga. Aunque la liga requiere un mínimo de 20,000, se planea expandir el complejo.